# 交通計画

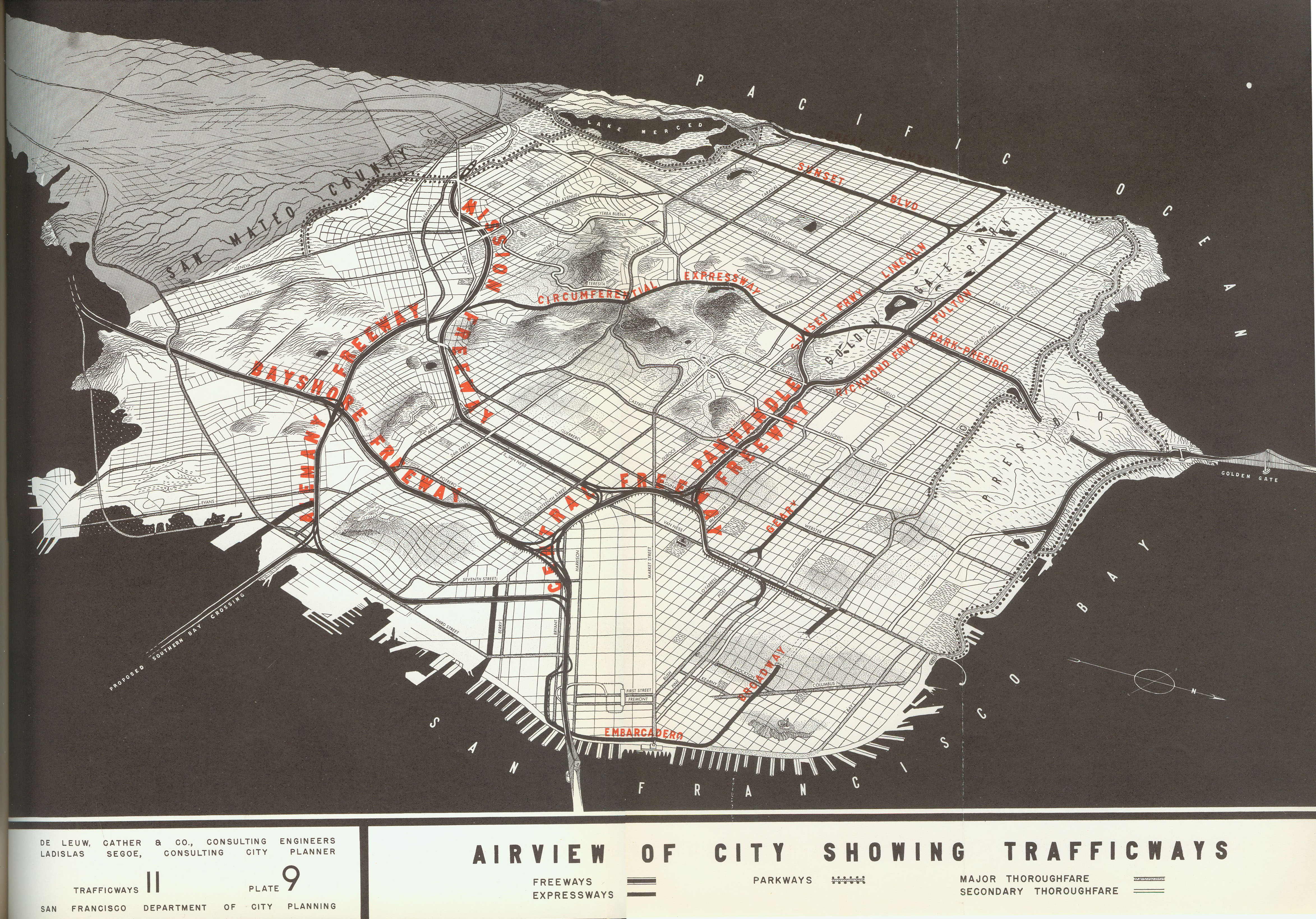
サンフランシスコの道路計画(1948年)

交通計画（こうつうけいかく、Transportation planning）とは交通工学に基づき交通の在り方について計画する学問である。交通バリアフリー法を受けての高齢化社会への対応・環境負荷の軽減などの新たな課題への対応も対象とされている。

## 交通の需要予測
手法は大きく集計型と非集計型の2つに分類される。
集計型でもっとも一般的な予測手法は、四段階推定法である。四段階推定法では、発生集中交通量の予測、 分布交通量の予測 、分担交通量の予測、配分交通量の予測を行う。
非集計型でもっとも一般的な予測手法は、非集計行動モデルである。

### 需要予測の基になるデータ集計
- 道路交通センサス
- パーソントリップ調査

## 交通計画を学べる大学の研究室
土木計画学研究室を参照

## 関連
- 交通工学
- 都市工学
- 都市計画
- モビリティ・マネジメント
- パーソントリップ調査
- オペレーションズ・リサーチ
- ハブ・アンド・スポーク
- ラストワンマイル
- 交通量
- VISSIM（英語版） - 交通計画シミュレーションソフトウェア